# 薩摩国司
薩摩国司（さつまこくし）は、薩摩国の国司。薩摩守、薩摩介、薩摩大掾、薩摩少掾、薩摩大目、薩摩少目の各1人で構成される。

## 概要
薩摩国は現在の鹿児島県西部にあたり、令制国としての分類は、国力基準では中国、距離基準では遠国であった。江戸時代は武家官位として、代々の薩摩藩主たる島津氏当主が名乗った。

## 国司一覧

### 国司
- 高氏海人、天平2年（730年) 目として万葉集に名前が見える
- 呉原百足、天平8年（736年）目として正倉院文書に名前が見える
- 韓柔受郎、天平8年（736年）史生として正倉院文書に名前が見える
- 次田赤染上麻呂、天平10年（738年）目として正倉院文書に名前が見える
- 雄山田錦麻呂、天平10年（738年）史生として正倉院文書に名前が見える

#### 薩摩守
- 多治比木人、天平宝字4年（760年）任官
- 大伴家持、天平宝字8年（764年）任官
- 紀広純、天平神護1年（765年）任官
- 坂上清野、天長元年（824年）任官
- 宮道弥益、貞観4年（862年）任官
- 忠世貞直、貞観5年（863年）任官
- 菅野宗範、貞観7年（865年）任官
- 安倍興氏、貞観11年（869年）任官
- 平忠度、治承4年（1180年）任官
- 中原師右、建武3年（1337年）任官（北朝）
- 南部信行、延元3年（1338年）任官（南朝）
- 南部信光、正平11年（1356年）任官（南朝）
- 松平忠吉、慶長10年（1605年）任官

### 武家官位としての薩摩守
- 江戸時代を通じて、薩摩藩主は代々薩摩守を称した。
  - 島津家久 - 島津氏第18代当主。徳川幕藩体制である薩摩藩の初代藩主。
  - 島津光久 - 島津氏第19代当主。薩摩藩第2代藩主。
  - 島津綱貴 - 島津氏第20代当主。薩摩藩第3代藩主。
  - 島津吉貴 - 島津氏第21代当主。薩摩藩第4代藩主。
  - 島津宗信 - 島津氏第23代当主。薩摩藩第6代藩主。
  - 島津重年 - 島津氏第24代当主。薩摩藩第7代藩主。
  - 島津重豪 - 島津氏第25代当主。薩摩藩第8代藩主。
  - 島津斉宣 - 島津氏第26代当主。薩摩藩第9代藩主。
  - 島津斉彬 - 島津氏第28代当主。薩摩藩第11代藩主。
- 島津氏9代島津忠国の弟・島津用久から始まる家系は代々薩摩守を称したため薩州家と呼ばれ、薩摩守護代を世襲した。
  - 島津用久 - 薩州家初代当主。
  - 島津国久 - 薩州家第2代当主。
  - 島津成久 - 薩州家第3代当主。
  - 島津忠興 - 薩州家第4代当主。
  - 島津実久 - 薩州家第5代当主。
  - 島津義虎 - 薩州家第6代当主。
  - 島津忠辰 - 薩州家第7代当主。